# Ringblitz

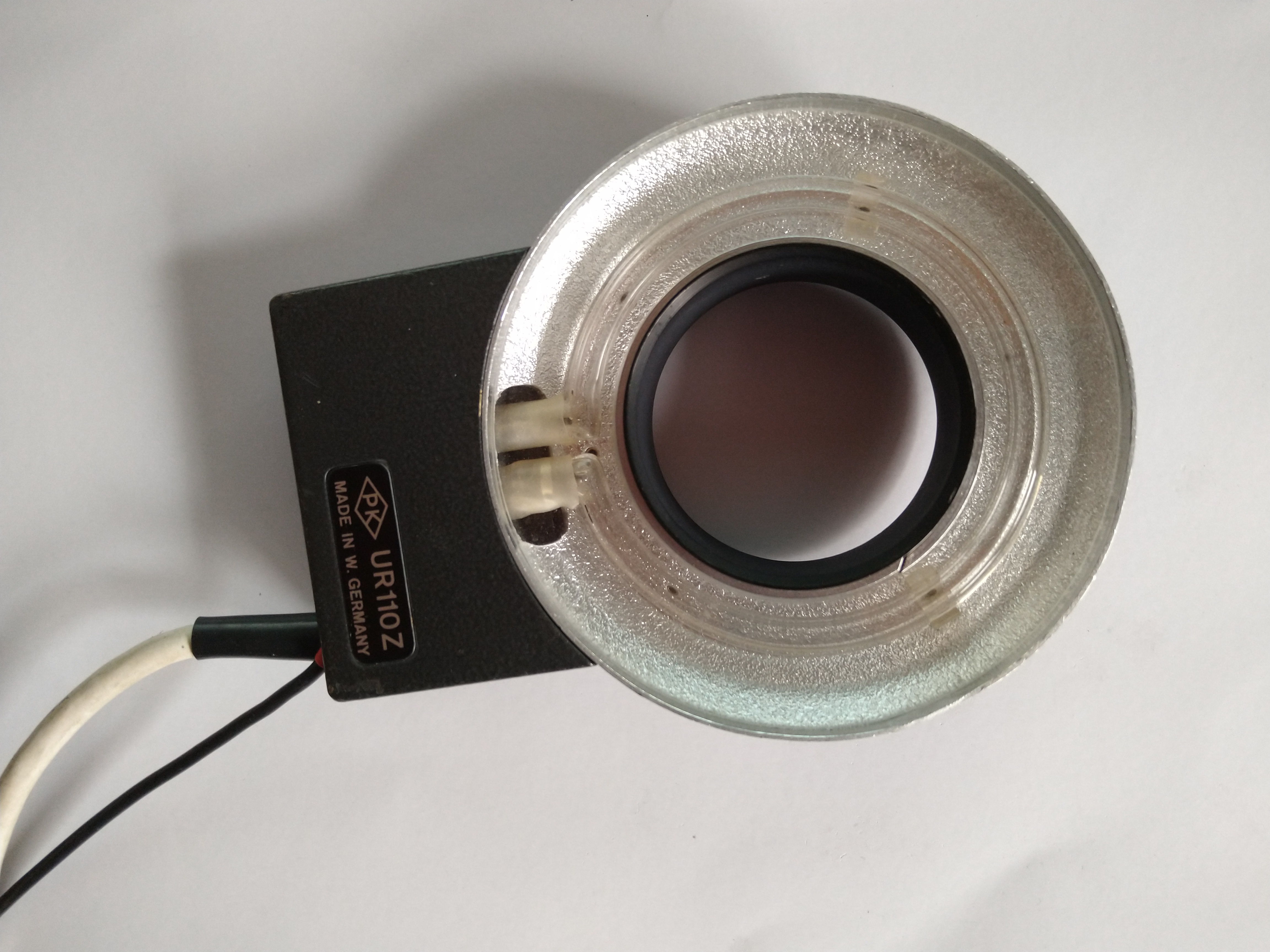
Ringblitz Paffrath&Kemper UR110Z

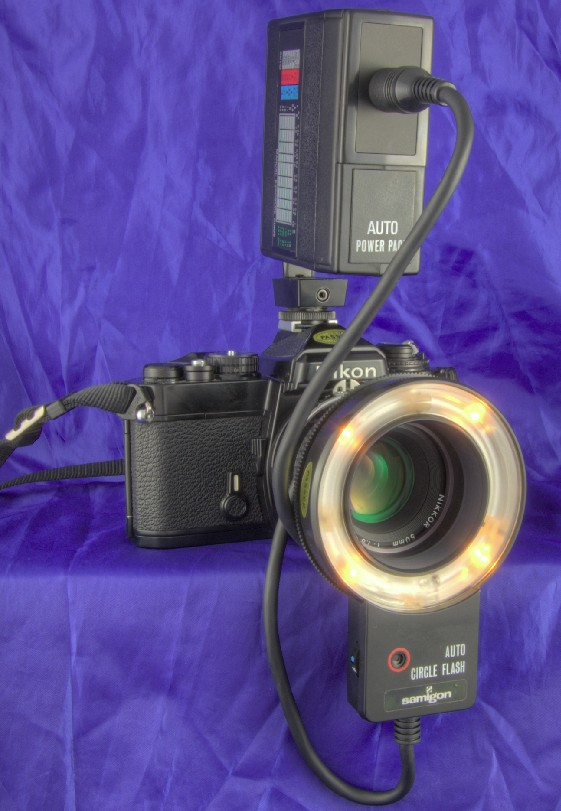
Kamera mit angebrachtem Ringblitz

Ein Ringblitz ist in der Fotografie eine besondere Bauform eines Blitzlichts. Eine (oder mehrere) Blitzröhre(n) ist/sind dabei ringförmig um die Vorderseite des Objektivs angeordnet. Ein Synchronkabel verbindet den Ringblitz mit der Kamera.
Kennzeichen des Ringblitzlichts ist die exakt ringförmig-frontale und somit schattenfreie Ausleuchtung des Motivs ohne Abschattung durch das Objektiv. Seine räumliche Ausdehnung erzeugt ein verglichen mit normalen Aufsteckblitzen weiches Licht. 
Auf glänzenden Oberflächen (wie bspw. Augen) bildet der Ringblitz eine kreisförmige Reflexion, die unter Umständen störend ist. Auch die fehlende räumliche Wirkung kann bei einzelnen Motiven Probleme bereiten. Hier ist u. U. ein teilweises Abschattieren des Blitzes sinnvoll oder der Einsatz eines anderen Beleuchtungsmittels notwendig. 
Der Ringblitz kann beispielsweise verwendet werden:
- in der Makrofotografie und technischen oder medizinischen Dokumentation und
- in der Porträtfotografie.

Neben der klassischen Ringblitzbauart als Abart des elektronischen Blitzes finden sich auch vereinzelt Bauarten mit vielfachen Leuchtdioden (LEDs) als Dauerbeleuchtung. Sie bieten ebenfalls schattenfreie Beleuchtung, sind allerdings im Ausleuchten etwas ungleichmäßiger. Auch improvisierte Dauerleuchten aus ringförmigen Leuchtröhren werden mitunter verwendet.
Eine weitere Abart des Ringblitzes ist eine am Objektiv, am Gehäuse oder auf einer Schiene montiert einsetzbare geometrische Kombination aus kleinen regulären Blitzen oder Lampen. Im Vergleich zum Ringblitz ist diese im Handel erhältliche oder selbst zusammenstellbare Kombination voluminöser und im Einzelfall auch aufwendiger abzustimmen. 